# Björn Nuyts
Björn Nuyts (* 18. Mai 1980) ist ein ehemaliger belgischer Eishockeyspieler, der 2009 mit HYC Herentals belgischer Meister wurde.

## Karriere
Björn Nuyts begann seine Karriere bei den Phantoms Deurne, für die er 1996 in der belgischen Ehrendivision debütierte. 1998 wechselte er für drei Jahre zu den Griffoens Geel. Nachdem er 2001/02 erneut für seinen Stammverein, der sich nunmehr Phantoms Antwerp nannte, spielte, wechselte er zum IHC Leuven. Anschließend spielte er von 2005 bis 2009 bei HYC Herentals, wo er in seiner letzten Spielzeit belgischer Meister wurde. Danach kehrte er nach Leuven zurück, bevor er von 2012 bis 2014 seine Karriere bei den Turnhout White Caps ausklingen ließ.

### International
Für Belgien nahm Nuyts im Juniorenbereich an der U18-D-Europameisterschaft 1998 teil. Für die Herren-Nationalmannschaft nahm er an den D-Weltmeisterschaften 1999 und 2000 und nach der Umstellung auf das heutige Divisionensystem an den Weltmeisterschaften der Division II 2002, 2003, 2006, 2007, 2009, als er zum besten Spieler seiner Mannschaft gewählt wurde, und 2011 teil.

## Erfolge und Auszeichnungen
- 2000 Aufstieg in die C-Gruppe bei der D-Weltmeisterschaft 2000
- 2003 Aufstieg in die Division I bei der Weltmeisterschaft der Division II, Gruppe B
- 2009 Belgischer Meister mit HYC Herentals